# Pectiniunguis geayi
Pectiniunguis geayi är en mångfotingart som först beskrevs av Henri W. Brölemann och Ribaut 1911.  Pectiniunguis geayi ingår i släktet Pectiniunguis och familjen småjordkrypare. Inga underarter finns listade i Catalogue of Life.